# (2802) Weisell
Pour les articles homonymes, voir Weisell.
(2802) Weisell est un astéroïde de la ceinture principale.

## Description
(2802) Weisell est un astéroïde de la ceinture principale. Il fut découvert le 19 janvier 1939 à Turku par Yrjö Väisälä. Il présente une orbite caractérisée par un demi-grand axe de 3,11 UA, une excentricité de 0,12 et une inclinaison de 9,6° par rapport à l'écliptique.
Le nom de l’astéroïde fait référence au prénom du père du découvreur, Weisell Väisälä.

## Compléments